# Alt Schwerin
Alt Schwerin es un municipio situado en el distrito de Llanura Lacustre Mecklemburguesa, en el estado federado de Mecklemburgo-Pomerania Occidental (Alemania), a una altitud de 80 metros. Su población a finales de 2016 era de 550 habs. y su densidad poblacional, 12 hab/km².